# Olingo
Olingo é a designação comum aos mamíferos, arborícolas e noturnos, do gênero Bassaricyon, da família dos procionídeos, encontrados nas florestas tropicais da América Central e da Amazônia.
Possuem aspecto semelhante ao do jupará, do qual se diferenciam pelo menor tamanho e pela cauda não preênsil e de pelagem longa.

## Espécies
As espécies do gênero são:
- B. alleni (gatiara)
- B. gabbii (olingo-ruivo)
- B. medius (olingo-do-chocó)
- B. neblina (olinguito)

Alguns autores também consideram as seguintes espécies:
- B. beddardi (olingo-da-guiana)
- B. lasius (olingo-da-costa-rica)
- B. pauli (olingo-do-panamá)